# Volyňka
Die Volyňka (deutsch Wolinka, auch Wollinka) ist ein rechter Zufluss der Otava in Tschechien.

## Verlauf
Die Volyňka entspringt im Böhmerwald am Osthang der Světlá hora (Lichtberg, 1123 m) und fließt zunächst in nördliche Richtung. Etwa 500 m unterhalb ihrer Quelle wird die Volyňka in dem kleinen Stauweiher Světlohorská nádrž angestaut. Über Smrčí, Lipka, Michlův Mlýn, Velký Dům, Brantlův Dvůr, Vimperk, Adolfov, Paříž, Výškovice und Sudslavice fließt die Volyňka durch ein enges, teilweise von Felsenwänden begrenztes Tal. Bei Sudslavice befindet sich rechtsseitig das Naturschutzgebiet Opolenec mit der Höhle Sudslavická jeskyně. Ab Bohumilice ändert der Fluss seine Richtung nach Osten und es folgen U Jirků, U Smítků, Sedlec, Čkyně, Lčovice und Malenice. Der Lauf führt dann wieder in nördliche Richtung über Černětice, Račí, Nišovice, Volyně, Přechovice, Hamr, Němětice, Strunkovice nad Volyňkou, Přední Zborovice, Radošovice, Mutěnice und Přední Ptákovice. In Strakonice mündet die Volyňka nach 46 km in die Otava. Das Einzugsgebiet der Volyňka umfasst 413 km².
Zwischen Lipka und Strakonice folgt die Bahnstrecke Strakonice–Volary dem Fluss.

## Zuflüsse
- Medvědí potok (l), unterhalb Michlův Mlýn
- Arnoštský potok (r), bei Klášterec
- Křesanovský potok (l), in Vimperk
- Pravětínský potok (r), in Adolfov
- Spůlka (l), oberhalb Bohumilice
- Bořanovický potok (r), bei Bohumilice
- Nahořanský potok (l), in Čkyně
- Lčovický potok (l), bei Lčovice
- Hradčanský potok (r), bei Lčovice
- Radhostický potok (r), bei Malenice
- Starovský potok (l), oberhalb Volyně
- Manínský potok (r), unterhalb Volyně
- Přechovický potok (r), in Přechovice
- Peklov (l), oberhalb Němětice
- Smiradický potok (l), in Mutěnice
- Svaryšovský potok (r), unterhalb Radošovice